# Coelioxys inermis
Coelioxys inermis ist eine Kuckucksbiene aus der Gattung der Kegelbienen, Familie der Megachilidae. 

## Merkmale
Die Bienen erreichen eine Körperlänge von etwa 9 bis 11 Millimetern. Sie können nur mit Fachliteratur und Lupe sicher bestimmt werden.
Der Körper ist schwarz, der Clypeus ist hell behaart, der Thorax ist seitlich hell, oben nur schütter behaart. Am Hinterleib der Weibchen sind helle Binden, die in der Mitte schmaler sind als an den Seiten. Die Binde am ersten Tergit ist in der Mitte unterbrochen. Am zweiten Tergit der Männchen sind seitlich lange schmale Gruben.

## Verbreitung und Lebensraum
Coelioxys inermis ist weit über die Paläarktis verbreitet. Sie kommt von Portugal über Europa, Zentralasien und Sibirien bis Japan vor. In Europa ist die Biene nordwärts bis Südirland, Mittelengland und mehr als 60° N in Skandinavien zu finden. Nach Süden ist die Art bis Sizilien, Kreta und Zypern verbreitet, fehlt jedoch am griechischen Festland. Außerdem ist die Art in Marokko und Algerien zu finden.
In Deutschland ist die Biene aus allen Bundesländern gemeldet, aus Mecklenburg-Vorpommern nur historisch. Sie ist mäßig häufig. Sie wird oft an Waldrändern und -lichtungen, Steinbrüchen und in Siedlungsnähe gefunden, wo auch ihre Wirte leben.
In Österreich ist die Art aus allen Bundesländern außer Salzburg gemeldet, in der Schweiz aktuell aus Schaffhausen, der Umgebung des Neuenburgersees und aus dem Alpenraum bis ins südliche Tessin nachgewiesen.

## Lebensweise
Die Bienen fliegen in Deutschland in einer oder zwei Generationen von Ende Mai bis September, teilweise bis Oktober. Als Nestparasiten sammeln die Weibchen keinen Pollen, sie besuchen (ebenso wie die Männchen) ganz unterschiedliche Blüten zum Nektar sammeln. Die Weibchen legen ihre Eier in Nester von Megachile centuncularis und Megachile versicolor, wo sie sich entwickeln.